# أخيلوس

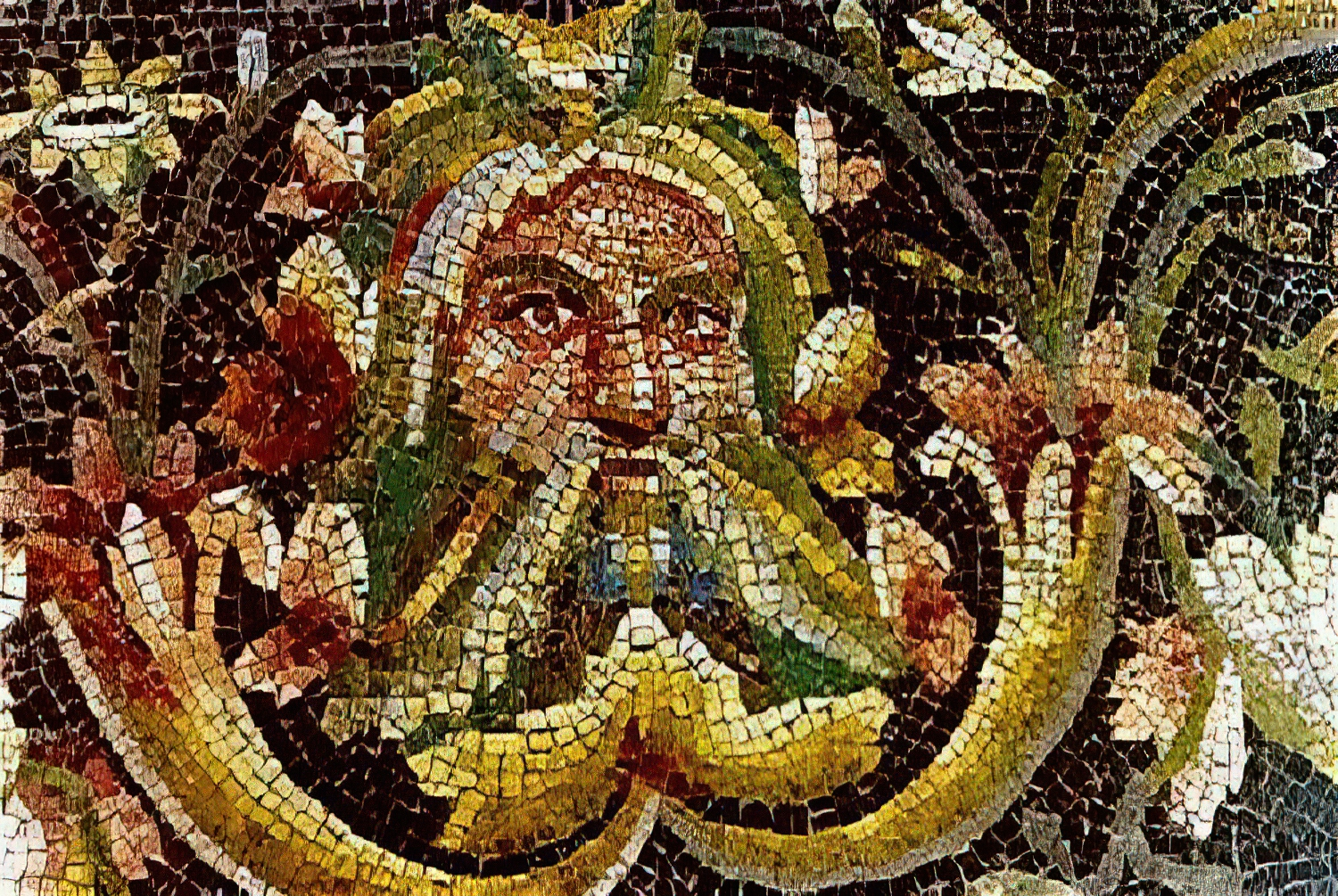
رسمة لأخيل إله النهر مرسومة على لحاء شجرة عثر عليها في مدينة زيغوما في تركيا.

أخيلوس أو أخِيْل (باليونانية: Ἀχελῷος)‏ هو إله الأنهار في الأساطير الإغريقية وإله نهر أخيلوس بالخصوص أطول أنهار اليونان، وقد اعتقد اليونانيين أن كل الأنهار تتواجد روحه فيها، معنى اسمه لا يزال مجهول حتى هذا اليوم.
كان الابن الأكبر لأوقيانوس وتیثیس. تحارب مع هرقل من أجل دیانیرا [الإنجليزية]، الأميرة اليونانية. وعلى الرغم من قدرته الهائلة على التحول واتخاذ الشكل الذي يريد، تغلب عليه هرقل بعد أن اتخذ شكل ثور، فكسر أحد قرنيه، وهو القرن الذي حولته الحوريات إلى قرن الوفرة. ويُرسم أخيل عادة ثوراً ولكن بجذع إنسان وبوجه ملتح (وقد عرف هذا عن آلهة الأنهار، وبالأخص على العملة المسكوكة) ولكنه أيضاً رجل عجوز أشمط وله قرنان، كما يقول أوفيد (8: 547 و9: 1).